# Põllu tänav
La rue Põllu (estonien : Põllu tänav) est une rue de Tallinn en Estonie.

## Présentation
La rue Põllu tänav est une rue des quartiers de Nõmme, Hiiu, Kivimäe et Pääsküla dans l’arrondissement de Nõmme.
La rue Põllu mesure environ 3600 mètres de long.
La rue traverse le parc du sanatorium dans les quartiers de Hiiu et Kivimäe, où se trouvent l'hôpital pour enfants de Nõmme (et) et l'hôpital de Kivimäe.
Le lycée de Pääsküla (et) est situé près de la rue à Pääsküla
Le nom de la rue a été introduit en 1926-1927.
Dans les années 1940-1941, elle s'appelait la rue Põllumehe tänav.
La rue Põllu part de la rue Mai tänav. Se dirigeant vers le sud-ouest, elle croise les rues Silla tänav, Nurme tänav, Lõuna tänav, Sambla tänav, Hiiu-Maleva tänav, Tähe tänav, Hiiu tänav, Pargi tänav, Laste tänav, Sanatooriumi tänav, Valve tänav, Sihi tänav, Johann Voldemar Jannseni tänav, Olevi tänav, Hõimu tänav, Sõbra tänav, Lemmiku tänav, Saha põik, Vikerkaare tänav, Rännaku puiestee, Põllu põik, Raba tänav et Pääsküla tänav.

## Lieux et monuments de la rue
- Bois de Jannsen (et)
- Põllu tänav 61-63 - Hôpital de Kivimäe.
  - Hôpital antituberculeux
  - Sanatorium pour enfants
  - Dispensaire républicain de lutte contre la tuberculose

## Galerie

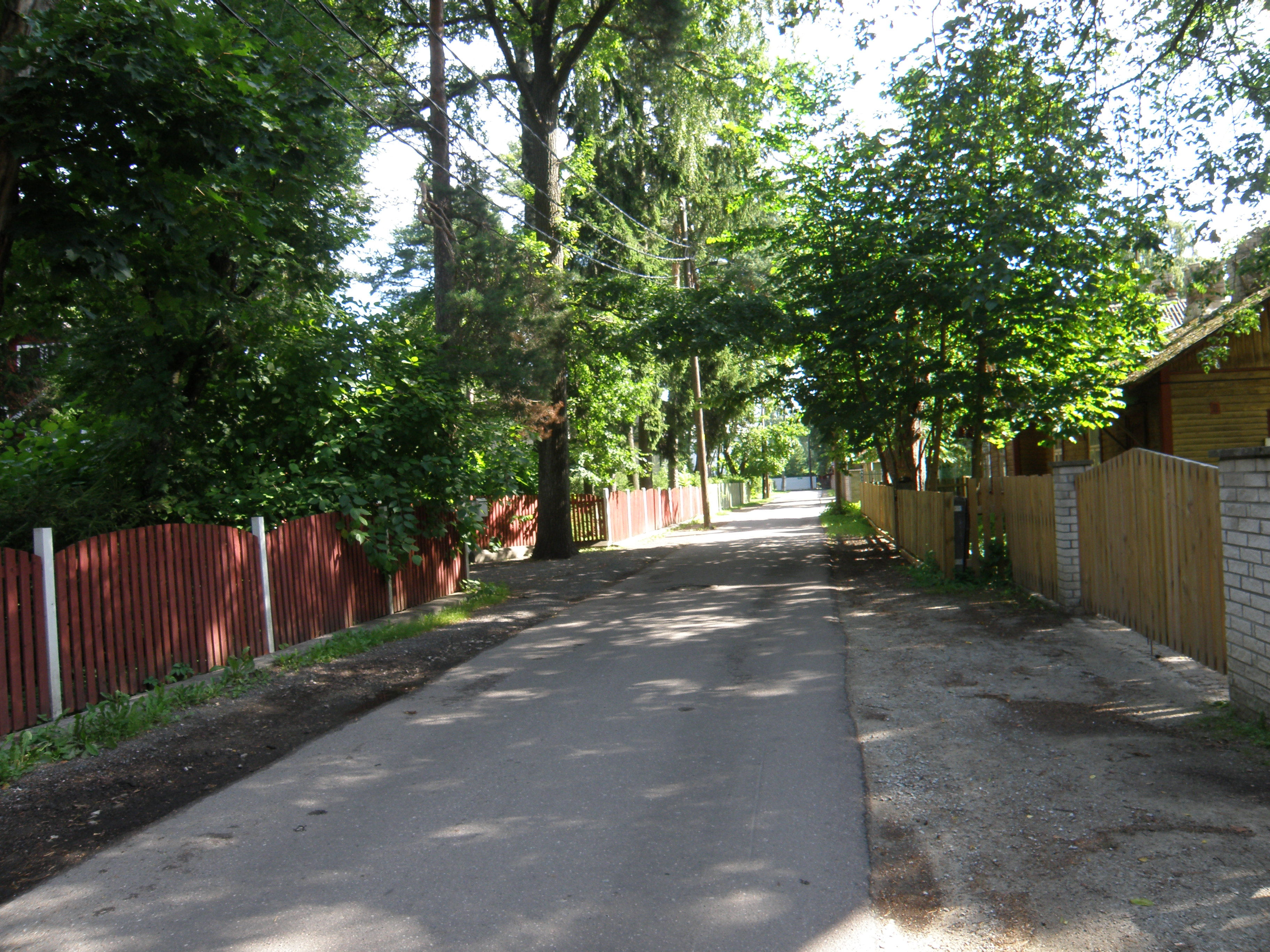
Põllu 1.
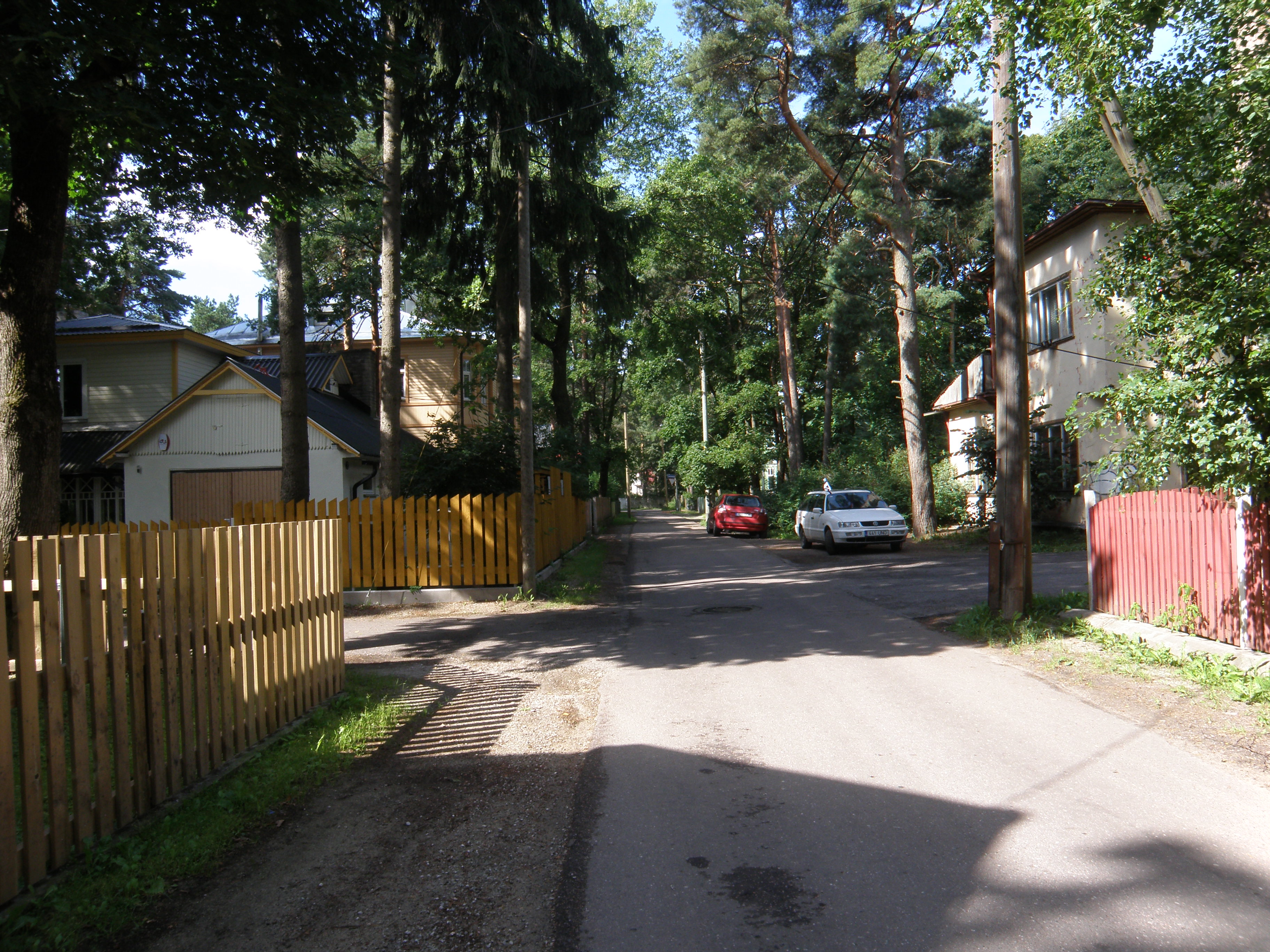
Põllu 2.
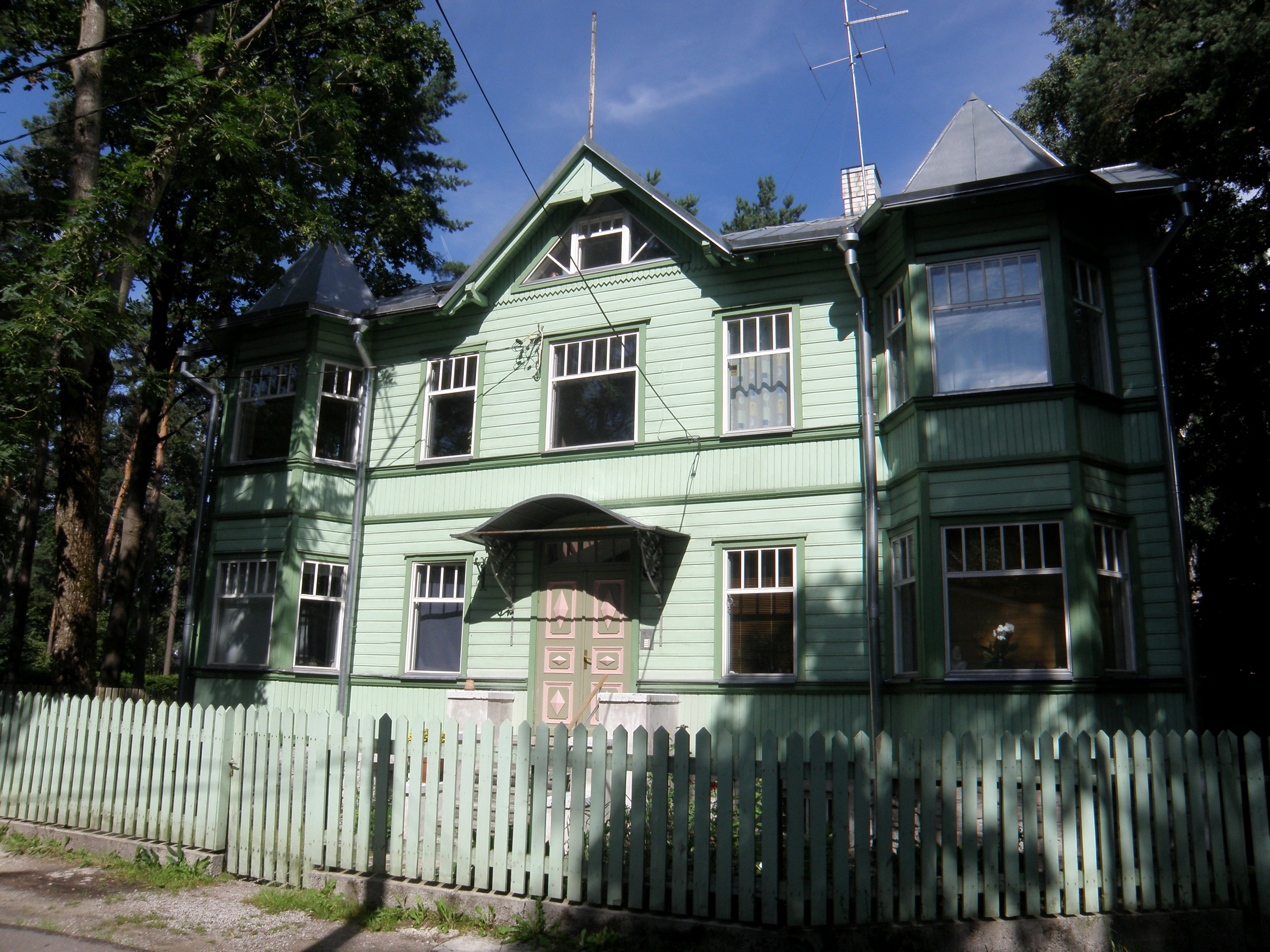
Põllu 12
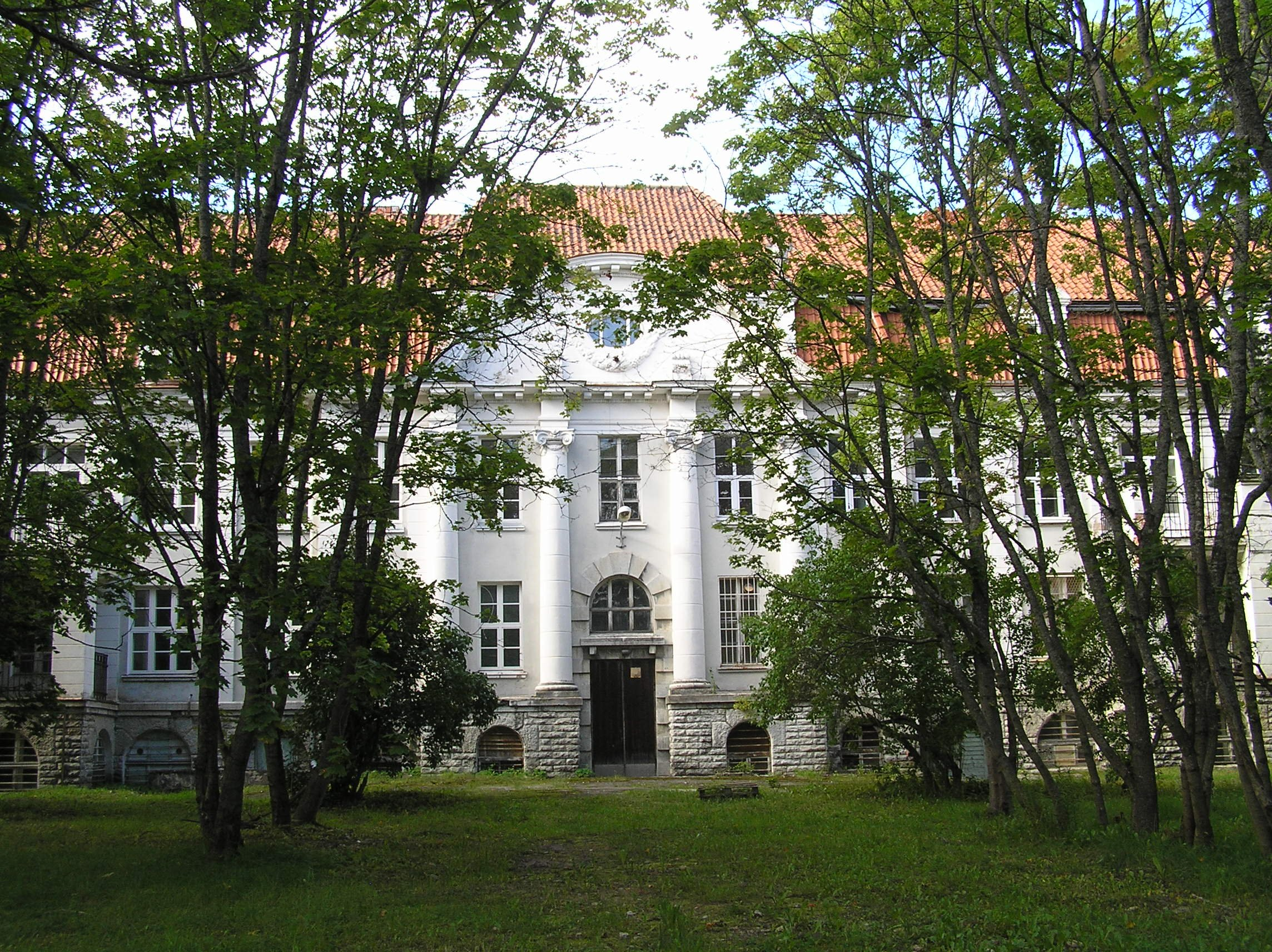
L'ancien hôpital pour enfants au coin des rues Põllu et Laste